# Luttange
Luttange település Franciaországban, Moselle megyében. Lakosainak száma 955 fő (2022. január 1.). Luttange Aboncourt, Bettelainville, Flévy, Hombourg-Budange, Metzeresche, Rurange-lès-Thionville, Trémery és Volstroff községekkel határos.

## Népesség
A település népességének változása:
| Lakosok száma | 456  | 604  | 682  | 868  | 920  | 914  | 892  | 896  | 900  | 955  |
|               | 1968 | 1982 | 1990 | 2006 | 2013 | 2015 | 2017 | 2019 | 2020 | 2022 |